# 더 지니어스: 게임의 법칙
《더 지니어스: 게임의 법칙》은 2013년 4월 26일부터 2013년 7월 12일까지 방송된 tvN의 오락 프로그램이다.

## 출연자
더 지니어스에 나오는 출연자들은 다음과 같다.
- 김경란 (방송인): 폭넓은 교양과 지식, 호감을 주는 외모와 매력. 한국방송 9시 뉴스 앵커 출신으로 대중에 의한 높은 신뢰도.
- 김구라 (방송인): 연예계 박학다식의 아이콘. 상대를 정확히 간파하는 통찰력. 논리적 화술과 상대방의 허를 찌르는 유머.
- 김민서 (방송인, 경매사): 입찰자들의 치열한 심리전을 꿰뚫으며 수십억을 움직이는 경매사. 좌중을 압도하는 눈빛과 임팩트 있는 목소리로 나타나는 카리스마. 훤칠한 키에 빼어난 미모, 때로는 부드럽고 때로는 냉철하게 분위기를 압도하는 말투.
- 김풍 (만화가): 시대의 관심을 읽어낸 만화가. 2000년대 초반 인터넷 병맛 문화 열풍의 장본인. 기발한 발상과 예측 불가능한 행동, 자신만의 독보적인 세계관.
- 박은지 (방송인): 호감 가는 외모로 사람을 끌어들이는 사회력. 유창한 외국어 능력, 패션감각 등 팔방미인 형 前 기상캐스터.
- 성규 (가수): 막강한 인기를 구가하는 대세 아이돌 그룹 인피니트의 리더. 팀 내 아이큐 1위! 학창시절 전교 2등 및 선도부 활동을 했던 모범 아이돌.
- 이상민 (가수): 90년대 대중가요계를 이끌었던 원조 스타. 인생의 산전수전을 모두 경험한 후에도 재기에 성공한 역전의 명수. 연예기획사 대표로 매일 성장하고 있는, 진정한 기회를 노릴 줄 아는 기회주의자.
- 이준석 (기업인): 토론 프로그램에서 스타가 된 명쾌한 논리가 바탕이 된 특유의 화법. 엘리트 코스를 거친 최고의 학벌과 검증된 브레인. 대통령이 선택한 남자.
- 차민수 (기업인,바둑기사): 타의 추종을 불허하는 빠른 확률 계산력과 모든 감각을 동원한 세계 최고의 프로 겜블러. 승부력, 배짱, 인내로 단련된 심리게임의 최고봉. 극적인 삶을 통해 얻은 통찰력.
- 차유람 (당구선수): 세계가 인정한 매력적인 외모와 지적인 분야인 스포츠 당구. 수학적 계산법과 확률을 기본으로 하는 정교한 플레이어.
- 최정문 (대학생,가수): 천재적인 두뇌를 이용한 남다른 수학적 능력과 아이큐 158의 멘사 출신 서울대 소녀. 중학교 2학년때 중학교3학년 수학을 가르치며 최연소 과외선생으로 활동한 수학천재.
- 최창엽 (탤런트): 차세대 다크호스로 떠오르는 연예계 대표 엄친아. 서바이벌 프로그램의 경험자로서 누구보다 강한 도전 의식과 생존본능.
- 홍진호 (전 프로게이머): 전략적 플레이가 돋보이는 前 최고의 프로 게이머. '폭풍저그'라는 별명처럼 전략을 밀고 나가는 무서운 추진력. 다양한 상황에 발빠르게 대응하는 위기 대처능력과 순간판단력이 돋보임.

## 규칙
13명의 지니어스 등장, 12회전을 통해 최종 1인의 승자가 탄생한다. 매 회마다 우승자를 가리는 메인매치와 탈락자를 가리는 데스매치로 진행되며 데스매치를 통해 매 라운드마다 1명이 탈락한다.
- 가넷은 게임 안에서 사용되는 화폐로 참가비, 우승상금 등으로 플레이어들에게 지급된다.
- 가넷은 1개당 100만원의 가치로 환산된다.
- 가넷은 게임 내에서 베팅을 하거나 참가자간의 협상, 거래에 사용될 수 있다.
- 12라운드까지 살아남은 최후의 1인은 가넷을 현금으로 바꿔 상금을 가져가게 된다.

## 회차별 우승자 및 탈락자
- 탈락자와 데스매치상대 중 이름 뒤에 *표가 붙은 참가자가 메인게임 탈락후보

| 회차 | 방송일          | 우승자                               | 탈락자   | 데스매치상대 | 비고 |
| ---- | --------------- | ------------------------------------ | -------- | ------------ | --- |
| 1    | 2013년 4월 26일 | 성규, 홍진호                         | 이준석   | 김민서 *     | - 1, 2, 3게임 성규, 홍진호 각각 6승으로 공동 우승 |
| 2    | 2013년 5월 3일  | 최창엽                               | 김민서   | 차유람 *     | - 대선 게임에서 8표 득표로 최창엽 우승 |
| 3    | 2013년 5월 10일 | 김경란                               | 차민수   | 성규 *       | - 풍요와 기근 게임에서 빵을 4개 획득한 김경란 우승 |
| 4    | 2013년 5월 17일 | 김경란, 김풍, 이상민, 차유람, 홍진호 | 최창엽   | 최정문 *     | - 좀비게임에서 승점 3승을 획득한 김경란, 김풍, 이상민, 차유람, 홍진호 공동 우승 |
| 5    | 2013년 5월 24일 | 김경란                               | 최정문   | 차유람 *     | - 게스트로 1~4회 탈락자 김민서, 이준석, 차민수, 최창엽 출연 - 사기경마에서 칩 42개를 획득한 김경란 우승 |
| 6    | 2013년 5월 31일 | 차유람, 박은지, 성규                 | 김구라   | 홍진호 *     | - 도둑잡기 게임에서 큰마을에서 8개의 금을 남긴 박은지, 차유람, 도둑으로서 21개의 금을 얻어낸 성규 공동 우승 |
| 7    | 2013년 6월 7일  | 홍진호                               | 김풍 *   | 박은지       | - 오픈, 패스에서 가장 높은 수인 35,840점을 만든 홍진호 우승 - 김풍, 성규 128점으로 공동 최저점 |
| 8    | 2013년 6월 14일 | 성규                                 | 차유람 * | 박은지       | - 이긴 팀에서 콩 1개를 남긴 성규 우승 |
| 9    | 2013년 6월 21일 | 성규                                 | 박은지   | 홍진호 *     | - 수식 경매에서 수식 '10÷1'로 10이 되는 수식을 만든 성규 승리 |
| 10   | 2013년 6월 28일 | 이상민                               | 성규 *   | 홍진호 *     | - 게스트로 김경헌, 이윤열, 이중엽, 하하 출연 - 감금사기경마에서 이상민 우승, 김경헌 준우승. 김경헌을 초청한 김경란이 생명의 징표 획득. |
| 11   | 2013년 7월 5일  | 홍진호                               | 이상민 * | 김경란 *     | - 게스트로 일반인 10명 출연 - 5대5 게임에서 승점 7점을 획득한 홍진호 우승 |
| 12   | 2013년 7월 12일 | 홍진호                               | 김경란   | 김경란       | - 게스트로 최종 2인을 제외한 모든 출연자가 출연 (성규, 차유람 불참) - 3전 2선승 게임에서 1게임(인디언포커) 홍진호 승, 2게임(결!합!)에서 홍진호 승으로 2:0 홍진호 최종 우승 - 홍진호는 최종 우승으로 가넷 79개를 모아 상금 7900만원을 수령 |

| 플레이어명 | 방송일                  | 방송일                 | 방송일                  | 방송일                  | 방송일                  | 방송일                  | 방송일                 | 방송일                  | 방송일                  | 방송일                   | 방송일                  | 방송일                   | 우승 횟수 |
| 플레이어명 | 2013년 4월 26일 (1회차) | 2013년 5월 3일 (2회차) | 2013년 5월 10일 (3회차) | 2013년 5월 17일 (4회차) | 2013년 5월 24일 (5회차) | 2013년 2월 31일 (6회차) | 2013년 6월 7일 (7회차) | 2013년 6월 14일 (8회차) | 2013년 6월 21일 (9회차) | 2013년 6월 28일 (10회차) | 2013년 7월 5일 (11회차) | 2013년 7월 12일 (12회차) | 우승 횟수 |
| ---------- | ----------------------- | ---------------------- | ----------------------- | ----------------------- | ----------------------- | ----------------------- | ---------------------- | ----------------------- | ----------------------- | ------------------------ | ----------------------- | ------------------------ | --------- |
| 홍진호     | 우승                    |                        |                         | 우승                    |                         | 생존 *                  | 우승                   | 면제                    | 생존 *                  | 생존 *                   | 우승                    | 우승                     | 5         |
| 김경란     |                         |                        | 우승                    | 우승                    | 우승                    |                         |                        |                         |                         | 면제                     | 생존 *                  | 준우승                   | 3         |
| 이상민     |                         |                        |                         | 우승                    | 면제                    |                         |                        |                         | 면제                    | 우승                     | 탈락 *                  |                          | 2         |
| 성규       | 우승                    |                        | 생존 *                  |                         |                         | 우승                    | 면제                   | 우승                    | 우승                    | 탈락 *                   |                         |                          | 4         |
| 박은지     |                         | 면제                   |                         |                         |                         | 우승                    | 생존                   | 생존                    | 탈락                    |                          |                         |                          | 1         |
| 차유람     |                         | 생존 *                 |                         | 우승                    | 생존 *                  | 우승                    |                        | 탈락 *                  |                         |                          |                         |                          | 2         |
| 김풍       |                         |                        |                         | 우승                    |                         |                         | 탈락 *                 |                         |                         |                          |                         |                          | 1         |
| 김구라     |                         |                        |                         |                         |                         | 탈락                    |                        |                         |                         |                          |                         |                          | 0         |
| 최정문     |                         |                        |                         | 생존 *                  | 탈락                    |                         |                        |                         |                         |                          |                         |                          | 0         |
| 최창엽     |                         | 우승                   | 면제                    | 탈락                    |                         |                         |                        |                         |                         |                          |                         |                          | 1         |
| 차민수     |                         |                        | 탈락                    |                         |                         |                         |                        |                         |                         |                          |                         |                          | 0         |
| 김민서     | 생존 *                  | 탈락                   |                         |                         |                         |                         |                        |                         |                         |                          |                         |                          | 0         |
| 이준석     | 탈락                    |                        |                         |                         |                         |                         |                        |                         |                         |                          |                         |                          | 0         |

## 논란

### 표절 논란
《더 지니어스: 게임의 법칙》 01회의 1회전 매인메치 '1.2.3 게임'은 일본 만화 《도박묵시록 카이지》의 '한정 가위바위보 게임'의 표절 논란을, 방송 컨셉 자체의 대해선 일본 드라마 《라이어 게임》의 표절 논란을 받고 있다. 또한 《더 지니어스: 게임의 법칙》 04회의 4회전 메인매치 '좀비 게임'은 《라이어 게임》시즌 2 06~08회 4회전인 '천사와 악마 게임'의 표절 논란을 받고 있다.

## 시청률
| 방영 회차         | 방송일          | 시청률 | 순위             |
| 1화               | 2013년 4월 26일 | 0.4%   | 케이블 예능 18위 |
| 2화               | 2013년 5월 3일  | 0.61%  | 케이블 예능 6위  |
| 3화               | 2013년 5월 10일 | 0.55%  | 케이블 예능 8위  |
| 4화               | 2013년 5월 17일 | 0.52%  | 케이블 예능 14위 |
| 5화               | 2013년 5월 24일 | 0.55%  | 케이블 예능 10위 |
| 6화               | 2013년 5월 31일 | 0.67%  | 케이블 예능 3위  |
| 7화               | 2013년 6월 7일  | 1.16%  | 케이블 예능 1위  |
| 8화               | 2013년 6월 14일 | 0.74%  | 케이블 예능 2위  |
| 9화               | 2013년 6월 21일 | 1.02%  | 케이블 예능 1위  |
| 10화              | 2013년 6월 28일 | 0.81%  | 케이블 예능 1위  |
| 11화              | 2013년 7월 5일  | 0.76%  | 케이블 예능 6위  |
| 12화              | 2013년 7월 12일 | 0.75%  | 케이블 예능 3위  |
| 출처: 닐슨 코리아 |                 |        |                  |

## 같이 보기
- 더 지니어스: 룰 브레이커 (시즌 2)
- 더 지니어스: 블랙가넷 (시즌 3)
- 더 지니어스: 그랜드 파이널 (시즌 4)